# Sinclair QL
Синклер QL (енг. Sinclair QL) (од Quantum leap - квантни скок) је био британски кућни рачунар из 1980-их година, планирани насљедник рачунара Sinclair ZX Spectrum. Уведен је на тржиште 1984. од стране фирме Синклер Рисрч (Sinclair Research). Рачунар је био усмјерен према пословним људима и хобистима, али није успио да постигне комерцијални успјех.

## Опис
Рачунар Синклер QL је оригинално замишљен 1981. под кодним именом ZX83, као преносни рачунар за пословне људе са уграђеним ултра-танким показивачем са катодном цијеви. Са кашњењем у развоју, ZX83 је постао ZX84, и на крају је постало јасно да захтјеви за портабилношћу нису реални. Спецификација је ограничена на обични десктоп рачунар.
Рачунар је базиран на Motorola 68008 микропроцесору са тактом од 7.5 MHz, укључивао је 128 килобајта RAM меморије прошириве до 640 KB и могао се повезати на рачунарски монитор или телевизор за приказ слике. Имао је 2 уграђена микродрајва (ZX Microdrive), умјесто дискетних јединица за спремиште података. Интерфејси за повезивање су укључивали слот за проширења, РОМ слот, двоструки серијски порт (RS-232), прикључак за посебну локалну мрежу (QLAN local area network), 2 порта за палице за игру и додатни спољни прикључак за микродрајв магистралу података. Видео приказ је имао 2 мода: видео резолуција 256×256 пиксела са 8 боја, или 512×256 пиксела са 4 боје (црна, црвена, зелена и бијела). Оба мода су имала посебан дио са 32 KB меморије (framebuffer) у главној РАМ меморији. Двоструки баферинг је био могућ, али тек са побољшаном Минерва QDOS верзијом.
Унутар рачунара су се налазили: микропроцесор, два кола високог степена интеграције (Uncommitted Logic Arrays, ZX8301 и ZX8302) и Интел 8049 микроконтролер који је служио за комуникацију са периферним јединицама. ZX8301 или "Master Chip" је служио као генератор приказа на екрану (video display generator) и освјежавао је динамичку РАМ (ДРАМ) меморију. ZX8302, или "Peripheral Chip" је вршио повезивање са серијским портовима (само слање), микродрајвовима, QLAN портовима, хардверским сатом и са 8049 микроконтролером преко синхроне серијске везе. 8049 је обављао функције интерфејса са тастатуром, палицама за игру, пријем података преко серијског порта и као аудио генератор.
Мултитаскинг оперативни систем, Sinclair QDOS, је био снимљен у РОМ, заједно са Бејсик преводиоцем, названим SuperBASIC. Рачунар је долазио са програмским пакетима за пословне намјене фирме Псион.
QL је био црне боје као и Синклер Спектрум, али је облик био више угласт а тастатура је знатно побољшана у односу на раније Синклер моделе.

## Утицај на тржишту
Рачунар Синклер QL је био први масовно произведен лични рачунар базиран на микропроцесору Моторола 68000 серије. То је додуше био 68008, 32-битни процесор са 8-битном магистралом података, што је ослабило перформансе. Међутим у јануару 1984. кад је рачунар представљен, QL је и даље био у развоју, иако је Клајв Синклер обећавао испоруке у року 28 дана. То је потрајало до априла, и опет донијело лош публицитет Синклеру.
Због прераног увођења у производњу, рачунар је имао низ проблема на почетку. РОМ код је имао грешке, углавном у SuperBASIC преводиоцу. РОМ код није ни могао сав стати на матичну плочу па је уз 32 KB на плочи додат и спољни 16 KB РОМ додатак. Касније је рачунар редизајниран и сав РОМ (48 кб) је смјештен унутра. QL је првобитно имао велике проблеме и са поузданошћу микродрајвова, који су касније отклоњени, посебно на Самсунг моделима.
Иако је рачунар рекламиран као напредан а био је и релативно јефтин, слабо се продавао, и производња у Великој Британији је обустављена 1985. због недовољне потражње. Проблеми машине су били мала програмска база, непрофесионална тастатура, и почетни проблеми са микродрајвовима.

## Линус Торвалдс и QL
Линус Торвалдс, стваралац Линукс кернела, је током 1980-их посједовао Sinclair QL и користио га је за учење програмирања. Торвалдсов интерес је побуђивало нарочито програмирање у машинском језику. То му је касније помогло при раду на Линукс кернелу на новом Пи-Си рачунару.

## Детаљни подаци
Детаљнији подаци о рачунару QL (Quantum Leap) су дати у табели испод.
|                       |                                                           |
| [ 4 ]                 |                                                           |
| Произвођач            | Синклер                                                   |
| Тип                   | кућни рачунар                                             |
| Меморија              | 128 (до 728 без додатног процесора)                       |
| Поријекло             | Уједињено Краљевство                                      |
| Година                | 1984                                                      |
| Тастатура             | QWERTY / AZERTY псеудо тастатура са пуним помаком тастера |
| Процесор              |                                                           |
| Фреквенција процесора | 7,5                                                       |
| RAM                   | 128 (до 728 без додатног процесора)                       |
| ROM                   | 48 (све до 64 )                                           |
| Текст                 | 40 x 25, 64 x 25, 85 x 25                                 |
| Графика               | 256 x 256 (8 боја)                                        |
| Боја                  | 256 ефеката у боји                                        |
| Звук                  | мали звучник                                              |
| Димензије             | 47,2 x 13,8 x 4,6 / 1,4                                   |
| Портови               |                                                           |
| Оперативни систем     |                                                           |

### Емулатори
- Q-emuLator Sinclair QL емулатор за Windows и Mac OS
- uQLx емулатор за Unix
- QL2K - Sinclair QL емулатор за Windows 2000/XP Архивирано на веб-сајту  (4. децембар 2008)